# إمروانن (بني امحمد)
إمروانن هو دُوَّار يقع بجماعة سيدي علي بورقبة، إقليم تازة، جهة فاس مكناس في المملكة المغربية. ينتمي الدوّار لمشيخة بني امحمد التي تضم 8 دواوير. يقدر عدد سكانه بـ 355 نسمة حسب الإحصاء الرسمي للسكان والسكنى لسنة 2004.

## روابط خارجية
- البوابة الوطنية للجماعات الترابية
- المندوبية السامية للتخطيط